# Jeep Grand Cherokee
El Jeep Grand Cherokee es un Vehículo todo terreno de lujo del segmento E producido por el fabricante estadounidense Jeep desde 1992. Fue desarrollado por el grupo Chrysler para competir contra el Range Rover y Mercedes Benz. Existen cuatro generaciones del Grand Cherokee, todas ellas con cinco plazas, carrocería de cinco puertas, motor delantero longitudinal y disponibles con tracción trasera o a las cuatro ruedas.

## Primera generación - ZJ/ZG (1993-1998)
La primera generación del Grand Cherokee apareció escalando las gradas y chocando contra el vidrio de la entrada principal del centro de convenciones en el North American International Auto Show en Detroit dónde fue presentada al público en general en el 7 de enero de 1992. Como punto de partida se utilizó el Jeep Cherokee XJ aumentando tanto las dimensiones del vehículo como el confort. Ganando premios como TRUCK OF THE YEAR de la revista motor y 4x4 OF THE YEAR de la revista 4Wheel & Off Road de 2003, un todo terreno de lujo que marco nuevos estándares de manejo y confort lo que muchos fabricantes automotrices querrían imitar.

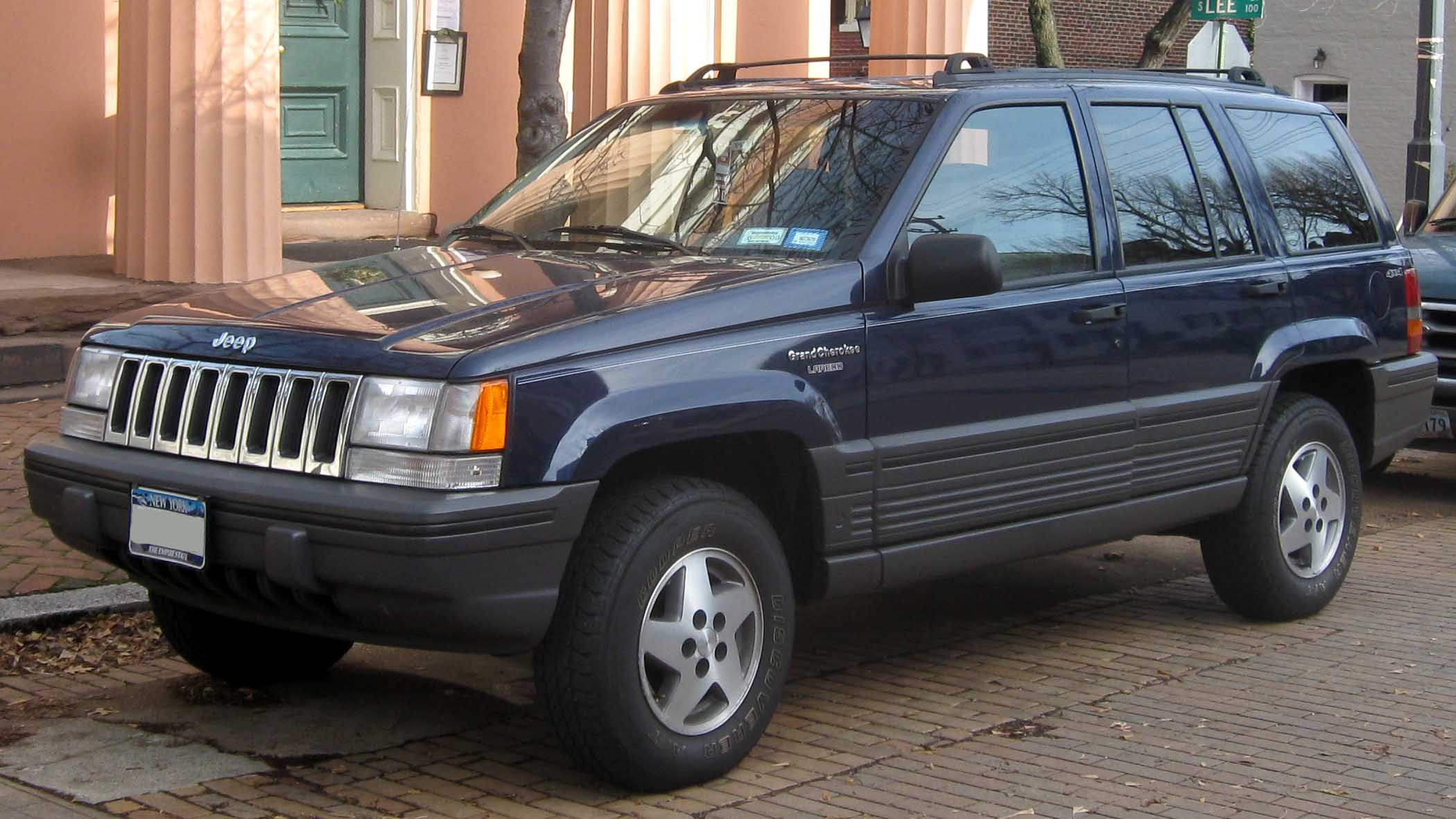
Grand Cherokee ZJ 1993
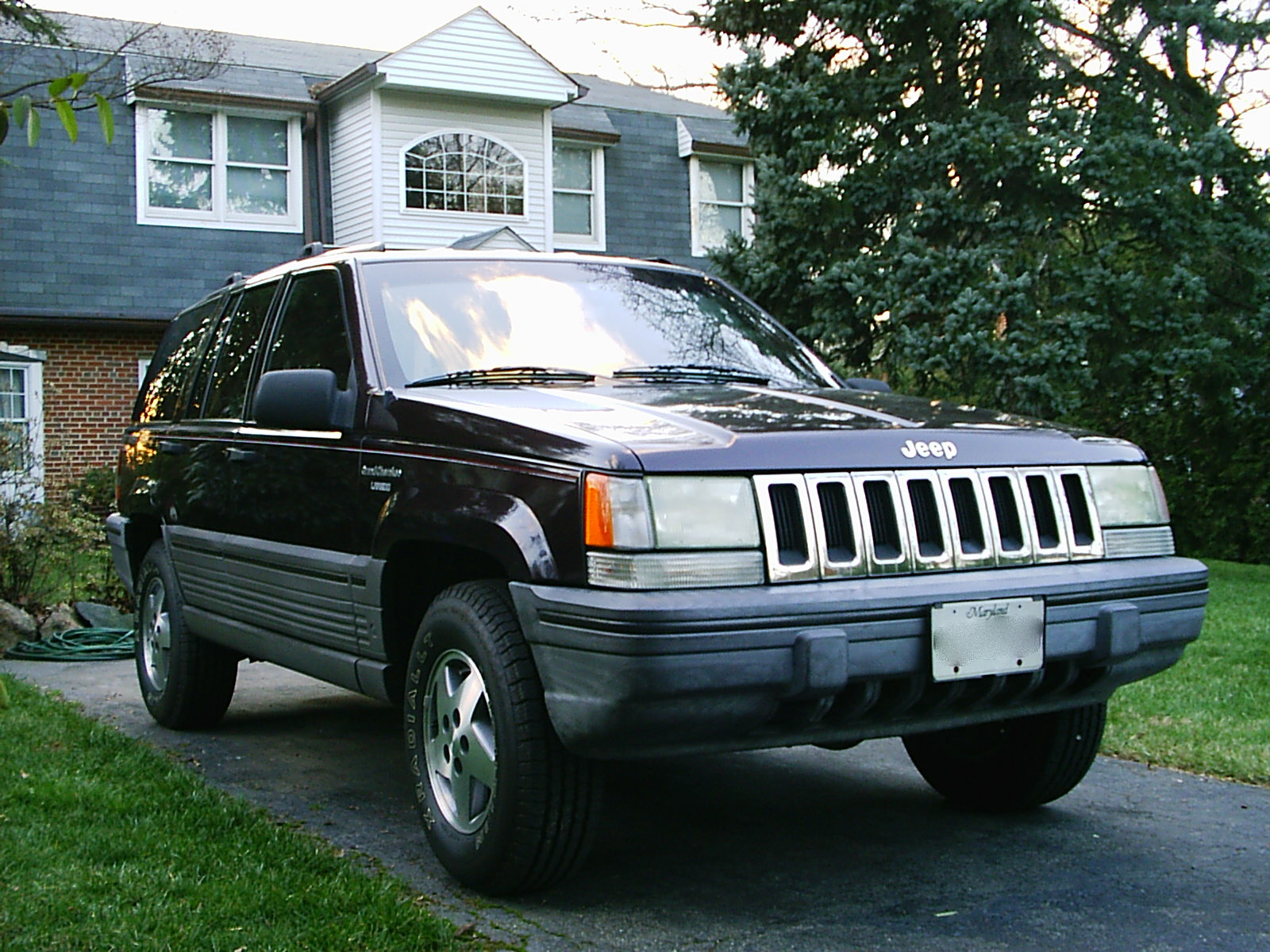
Grand Cherokee ZJ 1993
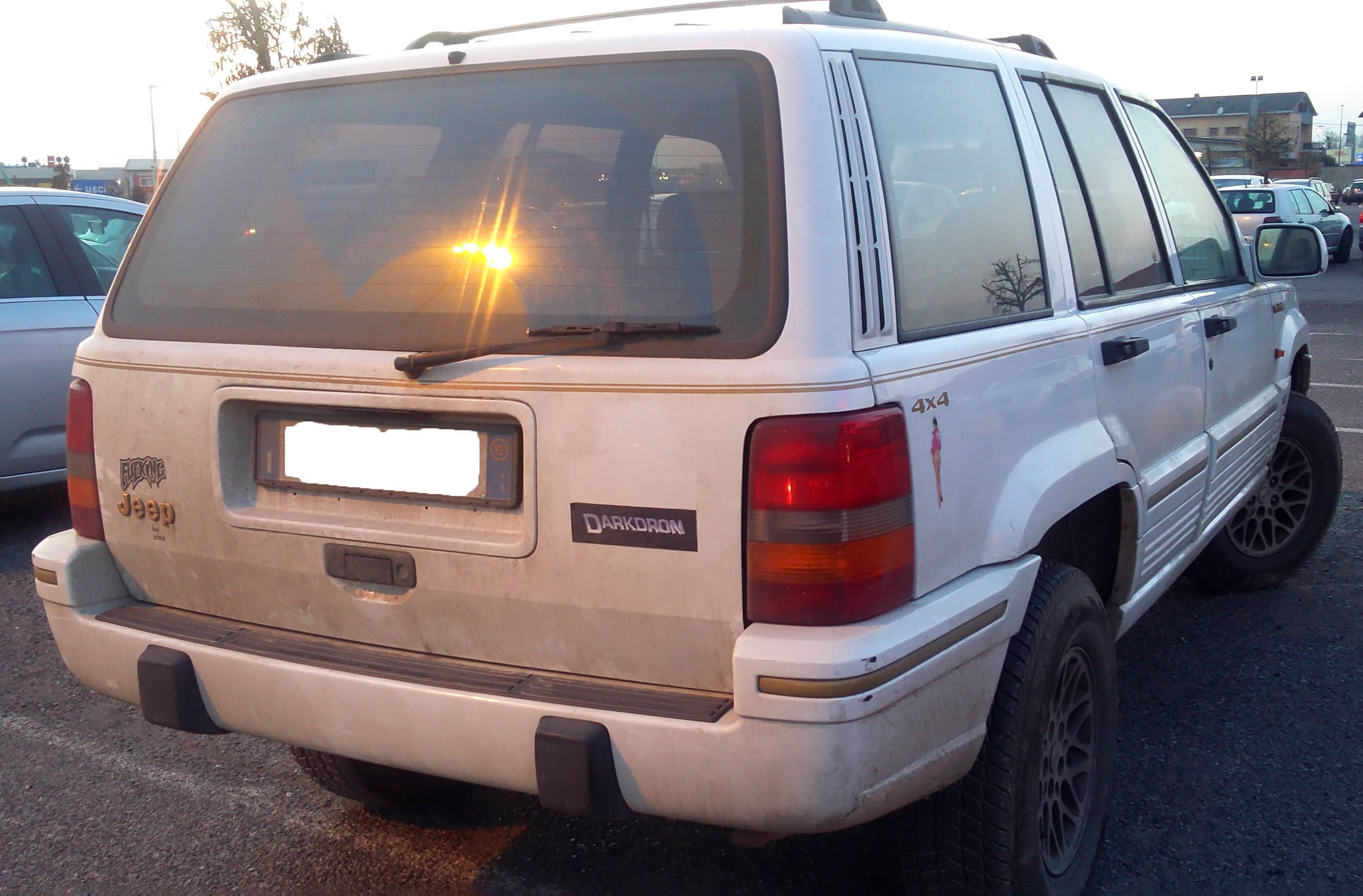
Parte trasera
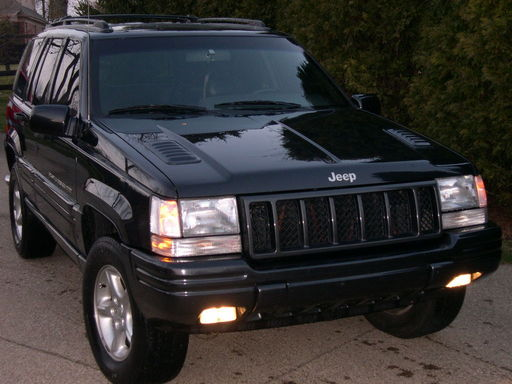
Grand Cherokee Limited 5.9
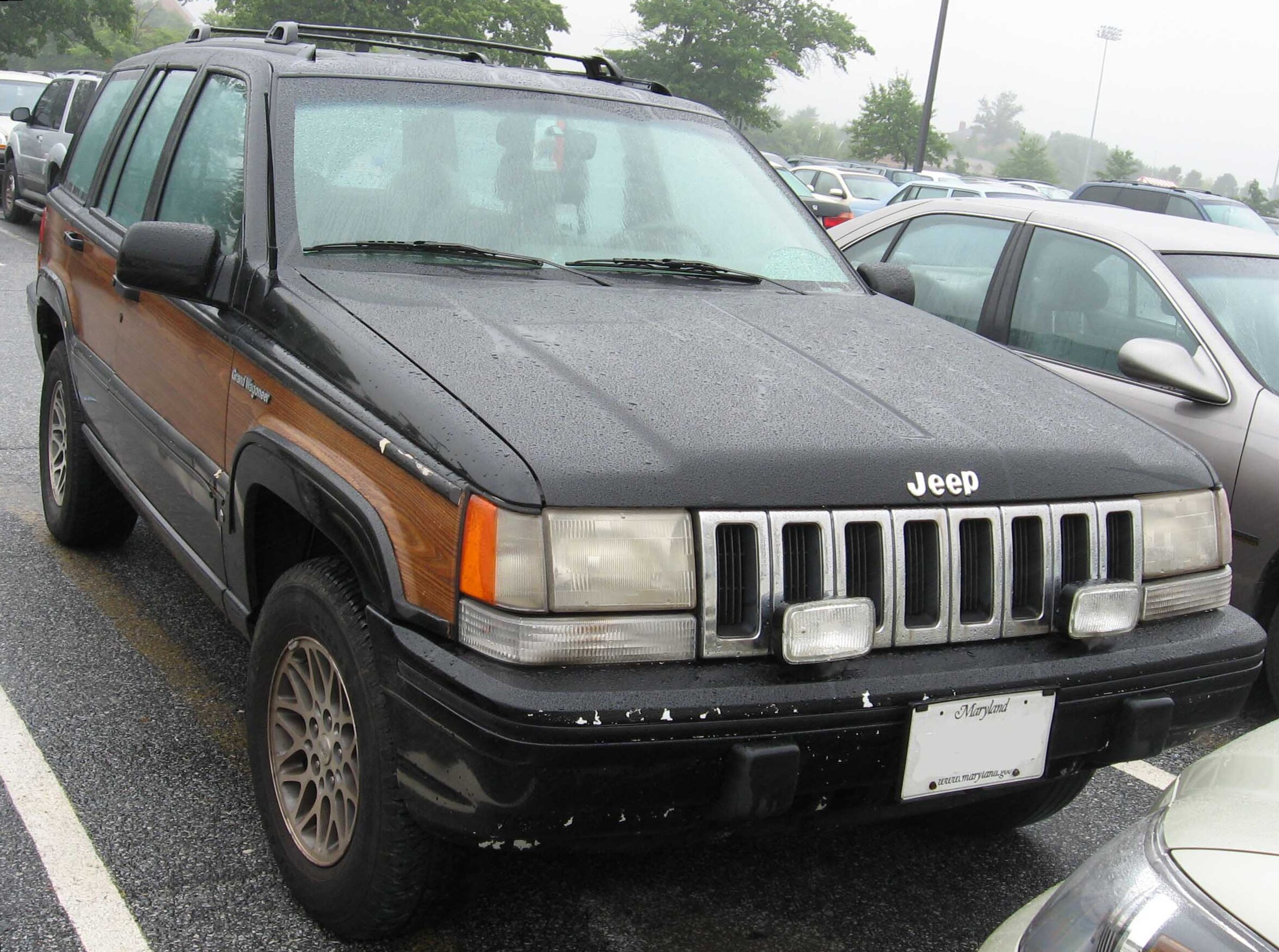
Grand Wagoneer

### Motorizaciones
Sus motores gasolina eran un AMC XJ de seis cilindros en línea y 4.0 litros , un V8 de 5.2 litros y 237cv CV, también estaba el más potente de la gama Magnum (sólo a la venta en 1998) que entregaba 245 CV con 5.9 litros y una transmisión automática. El diésel era un 2.5 litros de 116 CV, con dos válvulas por cilindro, inyección indirecta y turbocompresor.
|                                | Motores de gasolina                                                          | Motores de gasolina                       | Motores de gasolina                       | Motores de gasolina                       | Motores de gasolina                       | Motores de gasolina                       | Motores diésel                                     |
|                                | 4.0                                                                          | 4.0                                       | 5.2                                       | 5.2                                       | 5.2                                       | 5.9                                       | 2.5 TD                                             |
| ------------------------------ | ---------------------------------------------------------------------------- | ----------------------------------------- | ----------------------------------------- | ----------------------------------------- | ----------------------------------------- | ----------------------------------------- | -------------------------------------------------- |
| Periodo                        | 1993-1996                                                                    | 1996-1998                                 | 1993-1995                                 | 1995-1996                                 | 1996-1998                                 | 1998                                      | 1993-1998                                          |
| Identificación del motor       | AMC 242                                                                      | AMC PowerTech                             | Chrysler Magnum V8                        | Chrysler Magnum V8                        | Chrysler Magnum V8                        | Chrysler Magnum V8                        | VM 425 OHV                                         |
| Tipo de motor                  | L6 12v OHV                                                                   | L6 12v OHV                                | V8 16v OHV                                | V8 16v OHV                                | V8 16v OHV                                | V8 16v OHV                                | L4 8v OHV, inyección indirecta, turbo, intercooler |
| Diámetro x carrera             | 98.4 mm × 86.7 mm                                                            | 98.4 mm × 86.7 mm                         | 99.3 mm × 84.0 mm                         | 99.3 mm × 84.0 mm                         | 99.3 mm × 84.0 mm                         | 101.6 mm × 90.3 mm                        | 92.0 mm × 94.0 mm                                  |
| Cilindrada                     | 3956 cm³                                                                     | 3956 cm³                                  | 5210 cm³                                  | 5210 cm³                                  | 5210 cm³                                  | 5898 cm³                                  | 2499 cm³                                           |
| Relación de compresión         | 8.8: 1                                                                       | 8.75: 1                                   | 9.1: 1                                    | 9.1: 1                                    | 8.9: 1                                    | 8.7: 1                                    | 20.9: 1                                            |
| Potencia máxima: CV (kW) @ rpm | 184 CV (135 kW) @ 4700                                                       | 177 CV (130 kW) @ 4600                    | 211 CV (157 kW) @ 4750                    | 215 CV (160kW) @ 4300                     | 237CV (176 kW) @ 4400                     | 245 CV (182 kW) @ 4050                    | 116 CV (88 kW) @ 3900                              |
| Par máximo: Nm @ rpm           | 290 Nm @ 3950                                                                | 301 Nm @ 2400                             | 375 Nm @ 3050                             | 388 Nm @ 3000                             | 400 Nm @ 2950                             | 472 Nm @ 3050                             | 278 Nm @ 1800                                      |
| Tracción                       | Total (Selec-Trac/Quadra-Trac)                                               | Total (Quadra-Trac)                       | Total (Quadra-Trac)                       | Total (Quadra-Trac)                       | Total (Quadra-Trac)                       | Total (Quadra-Trac)                       | Total (Quadra-Trac)                                |
| Transmisión                    | Manual, 5 velocidades (Aisin AX15) Automática, 4 velocidades (Chrysler 42RE) | Automática, 4 velocidades (Chrysler 42RE) | Automática, 4 velocidades (Chrysler 46RH) | Automática, 4 velocidades (Chrysler 46RH) | Automática, 4 velocidades (Chrysler 44RE) | Automática, 4 velocidades (Chrysler 46RE) | Manual, 5 velocidades (Aisin AX15)                 |
| Peso                           | 1680 kg                                                                      | 1710 kg                                   | 1775 kg                                   | 1810 kg                                   | 1840 kg                                   | 1933 kg                                   | 1750 kg                                            |
| Aceleración (0-100 km/h)       | 10.3 s                                                                       | 10.3 s                                    | 9.5 s                                     | 9.5 s                                     | 9.5 s                                     | 7 s                                       | 13.0 s                                             |
| Velocidad máxima               | 180 km/h                                                                     | 180 km/h                                  | 180 km/h                                  | 180 km/h                                  | 200 km/h                                  | 200 km/h                                  | 155 km/h                                           |
| Consumo combinado (L/100 km)   | 14.8                                                                         | 14.8                                      | 15.7                                      | 15.7                                      | 15.7                                      | 17.9                                      | 9.9                                                |

## Segunda generación - WJ/WG (1999-2004)
La segunda generación fue vendida desde el año modelo 1999. Una de sus novedades fue el sistema de tracción a las cuatro ruedas opcional "Quadra-Drive", que constaba de tres diferenciales autoblocantes, haciendo que sólo fuese necesario una rueda con tracción para hacer avanzar al vehículo.

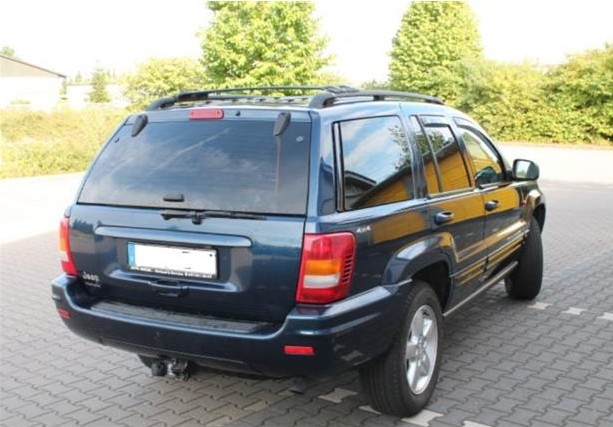
Parte trasera
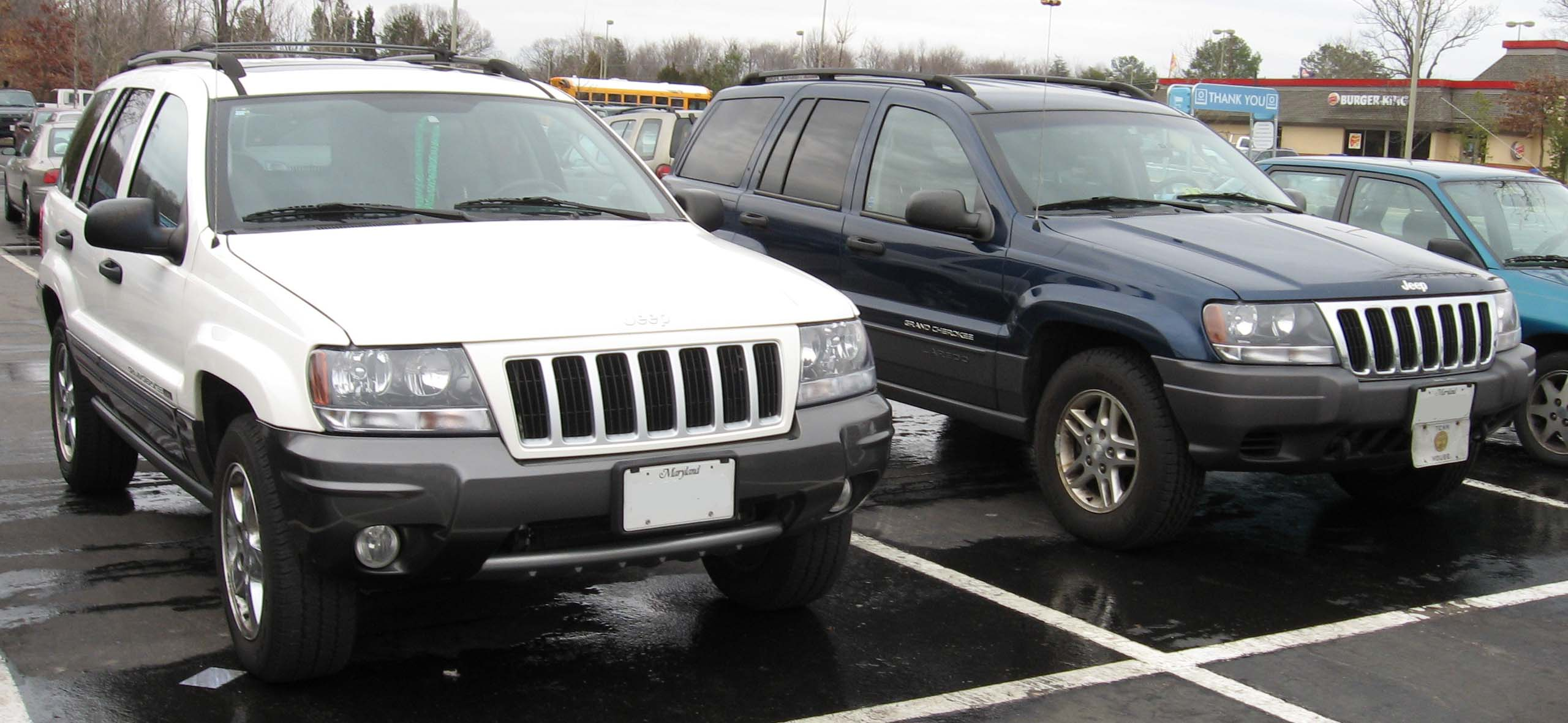
Grand Cherokee WJ Pre-Facelift (derecha) y facelift (izquierda)

### Motorizaciones
Los motores Otto variaban entre el AMC XJ de seis cilindros en línea y 4.0 litros y 190 CV, y el V8 de 4.7 litros Chrysler PowerTech de entre 220 y 227 CV y una versión H.O. de 258CV.
Los diésel eran un 5 cilindros de 3.1 litros del fabricante italiano VM Motori con inyección indirecta, turbocompresor de geometría fija, dos válvulas por cilindro y 140 CV, que fue sustituido por un 2.7 litros, de cinco cilindros en línea, de origen Mercedes-Benz con inyección directa common-rail, turbocompresor de geometría variable, cuatro válvulas por cilindro y 163 CV.
|                                | Motores de gasolina                       | Motores de gasolina                        | Motores de gasolina                          | Motores de gasolina                          | Motores de gasolina                          | Motores diésel                                      | Motores diésel                                                  |
|                                | 4.0                                       | 4.7                                        | 4.7                                          | 4.7                                          | 4.7 (High Output)                            | 3.1 TD                                              | 2.7 CRD                                                         |
| ------------------------------ | ----------------------------------------- | ------------------------------------------ | -------------------------------------------- | -------------------------------------------- | -------------------------------------------- | --------------------------------------------------- | --------------------------------------------------------------- |
| Periodo                        | 1999-2004                                 | 1999-2001                                  | 2001-2003                                    | 2003-2004                                    | 2001-2004                                    | 1999-2001                                           | 2001-2004                                                       |
| Identificación del motor       | AMC PowerTech                             | Chrysler PowerTech V8                      | Chrysler PowerTech V8                        | Chrysler PowerTech V8                        | Chrysler PowerTech V8                        | VM 531 OHV                                          | Mercedes-Benz OM612 DE27LA                                      |
| Tipo de motor                  | L6 12v OHV                                | V8 16v SOHC                                | V8 16v SOHC                                  | V8 16v SOHC                                  | V8 16v SOHC                                  | L5 10v OHV, inyección indirecta, turbo, intercooler | L5 20v DOHC, inyección directa, common-rail, turbo, intercooler |
| Diámetro x carrera             | 98.4 mm × 86.7 mm                         | 93.0 mm × 86.5 mm                          | 93.0 mm × 86.5 mm                            | 93.0 mm × 86.5 mm                            | 93.0 mm × 86.5 mm                            | 92.0 mm × 94.0 mm                                   | 88.0 mm × 88.3 mm                                               |
| Cilindrada                     | 3956 cm³                                  | 4698 cm³                                   | 4698 cm³                                     | 4698 cm³                                     | 4698 cm³                                     | 3125 cm³                                            | 2685 cm³                                                        |
| Relación de compresión         | 8.8: 1                                    | 9.0: 1                                     | 9.0: 1                                       | 9.0: 1                                       | 9.7: 1                                       | 21.0: 1                                             | 18.0: 1                                                         |
| Potencia máxima: CV (kW) @ rpm | 190 CV (140 kW) @ 5000                    | 220 CV (162 kW) @ 4700                     | 223 CV (164 kW) @ 4700                       | 227 CV (167 kW) @ 4700                       | 258 CV (190 kW) @ 5200                       | 140 CV (103 kW) @ 3600                              | 163 CV (120 kW) @ 4000                                          |
| Par máximo: Nm @ rpm           | 295 Nm @ 3050                             | 390 Nm @ 3200                              | 394 Nm @ 3300                                | 394 Nm @ 3300                                | 425 Nm @ 3500                                | 384 Nm @ 1800                                       | 400 Nm @ 1800-2600                                              |
| Tracción                       | Total (Quadra-Trac II/Quadra-Drive)       | Total (Quadra-Drive)                       | Total (Quadra-Drive)                         | Total (Quadra-Drive)                         | Total (Quadra-Drive)                         | Total (Quadra-Trac II/Quadra-Drive)                 | Total (Quadra-Trac II/Quadra-Drive)                             |
| Transmisión                    | Automática, 4 velocidades (Chrysler 42RE) | Automática, 4 velocidades (Chrysler 45RFE) | Automática, 5 velocidades (Chrysler 5-45RFE) | Automática, 5 velocidades (Chrysler 5-45RFE) | Automática, 5 velocidades (Chrysler 5-45RFE) | Automática, 4 velocidades (Chrysler 42RE)           | Automática, 5 velocidades ( Daimler-Benz 5G-Tronic W5A580)      |
| Peso                           | 1806 kg                                   | 1851 kg                                    | 1851 kg                                      | 1923 kg                                      | 1994 kg                                      | 1898 kg                                             | 1980 kg                                                         |
| Aceleración (0-100 km/h)       | 10.9 s                                    | 8.3 s                                      | 9.0 s                                        | 9.0 s                                        | 8.3 s                                        | 14.0 s                                              | 11.2 s                                                          |
| Velocidad máxima               | 181 km/h                                  | 196 km/h                                   | 200 km/h                                     | 200 km/h                                     | 206 km/h                                     | 170 km/h                                            | 190 km/h                                                        |
| Consumo combinado (L/100 km)   | 14.7                                      | 15.6                                       | 16.2                                         | 16.0                                         | 16.5                                         | 11.6                                                | 9.7                                                             |

## Tercera generación - WK/WH (2005-2010)
La tercera generación del Grand Cherokee fue puesta a la venta a finales de 2005.
La transmisión de la 3.ª generación de Jeep Grand cherokee, es una de las más sofisticadas del mercado, denominada Quadra-Drive II, consta de una transimisón integral permanente (4x4) con 3 diferenciales EDSL, con una relación 2,95:1, y cinco velocidades en modo automático, y 5 velocidades en modo secuencial (manual). La 5 es una marcha denominada overdrive, que sirve prácticamente para reducir el consumo o ir a velocidades muy elevadas. Para el limited y el laredo dispone de serie de la transmisión Quadra-Trac II, igual que la anterior nombrada pero que carece de los diferenciales bloqueables delantero y trasero, el control de tracción simula su efecto lo mejor que puede.
Su chasis es autoportante, con una suspensión delantera independiente y un eje rígido trasero, ambos con barra estabilizadora.

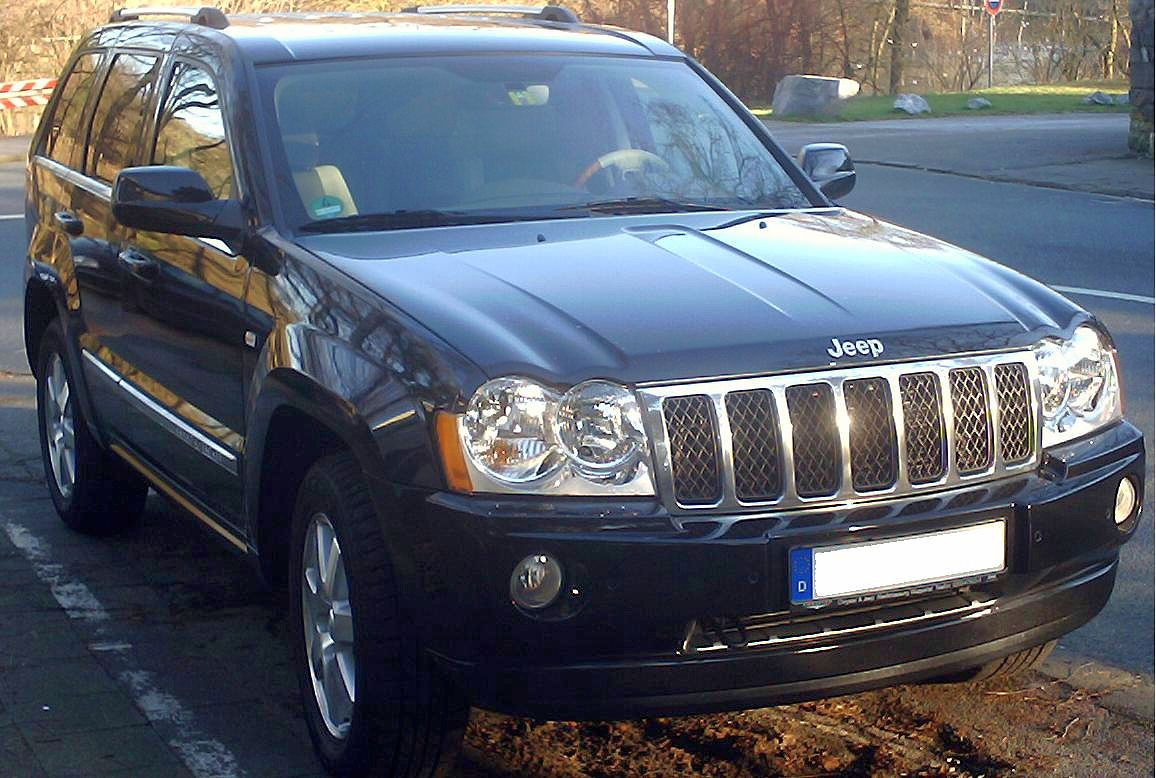
Jeep Grand Cherokee WK (2008-2010)
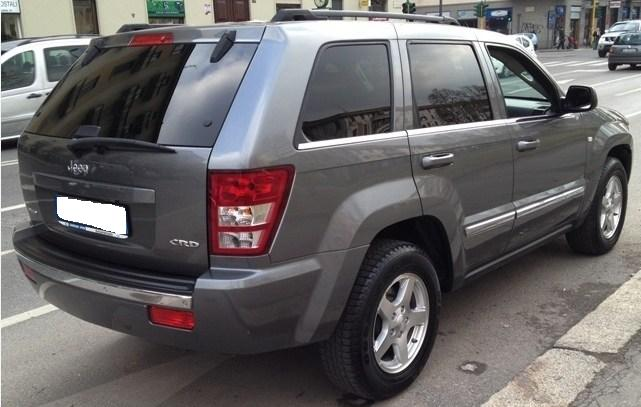
Jeep Grand Cherokee WK (2008-2010)
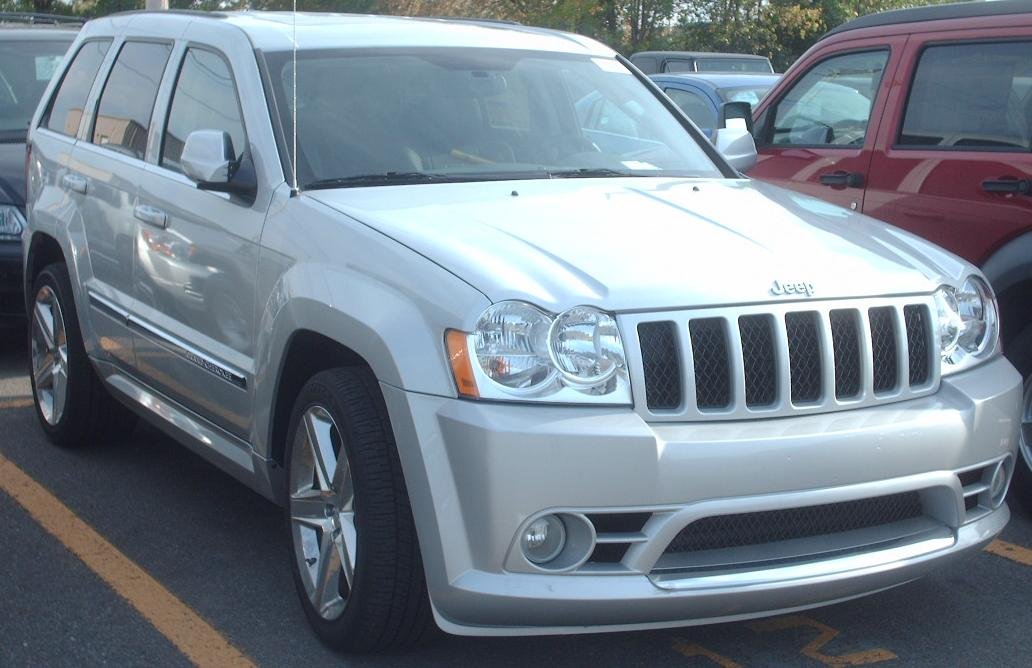
SRT8 (2008-2010)

### Motorizaciones
Los motores gasolina son un PowerTech V6 de 3.7L y 210 CV (no se comercializa en Europa), un PowerTech V8 de 4.7L y 238 CV, disponible también en versión FlexFuel y 303cv; un HEMI V8 de 5.7L y 326 CV, y un HEMI V8 de 6.1L que entrega 432 CV. 
El diésel es un V6 de 3.0 L y 218 CV, desarrollado por Mercedes-Benz. Tiene turbocompresor de geometría variable, inyección directa common-rail. Este permite una velocidad de 200Km/h, 510Nm de 1600 a 2800rpm, de 0-100km/h en 9 s y un consumo medio de 10,2L/100Km; en tres diferentes niveles de equipamiento: Laredo y Un modelo Laredo All-Blak218cv. (con varias extras del Limited) Limited y Overland. También dispone de un motor 6.1 HEMI V8, llamado SRT- - Street and Racing Technolgy -  de 432 CV, 569Nm a 4800rpm, una velocidad máxima de 280km/h (declarados por el fabricante, en la práctica son más)  de 0-100 en menos de 5s, y con un consumo medio de 16,4l/100Km.
|                                | Motores de gasolina                          | Motores de gasolina                          | Motores de gasolina                          | Motores de gasolina                                       | Motores diésel                                                  |
|                                | 4.7                                          | 5.7                                          | 5.7                                          | SRT-8                                                     | 3.0 CRD                                                         |
| ------------------------------ | -------------------------------------------- | -------------------------------------------- | -------------------------------------------- | --------------------------------------------------------- | --------------------------------------------------------------- |
| Periodo                        | 2005-2008                                    | 2005-2008                                    | 2008-2010                                    | 2006-2010                                                 | 2005-2010                                                       |
| Identificación del motor       | Chrysler PowerTech V8                        | Chrysler HEMI V8                             | Chrysler HEMI V8                             | Chrysler HEMI V8                                          | Mercedes-Benz OM642 DE30                                        |
| Tipo de motor                  | V8 16v SOHC                                  | V8 16v OHV                                   | V8 16v OHV                                   | V8 16v OHV                                                | V6 24v DOHC, inyección directa, common-rail, turbo, intercooler |
| Diámetro x carrera             | 93.0 mm × 86.5 mm                            | 99.5 mm × 90.9 mm                            | 99.5 mm × 90.9 mm                            | 103.0 mm × 90.9 mm                                        | 83.0 mm × 92.0 mm                                               |
| Cilindrada                     | 4698 cm³                                     | 5654 cm³                                     | 5654 cm³                                     | 6059 cm³                                                  | 2987 cm³                                                        |
| Relación de compresión         | 9.0: 1                                       | 9.6: 1                                       | 10.5: 1                                      | 10.3: 1                                                   | 17.7: 1                                                         |
| Potencia máxima: CV (kW) @ rpm | 231 CV (170 kW) @ 4500                       | 326 CV (240 kW) @ 5000                       | 352 CV (259 kW) @ 5400                       | 426 CV (313 kW) @ 6000                                    | 218 CV (160 kW) @ 4000                                          |
| Par máximo: Nm @ rpm           | 410 Nm @ 3600                                | 500 Nm @ 4000                                | 520 Nm @ 4200                                | 569 Nm @ 4600                                             | 510 Nm @ 1600-2400                                              |
| Tracción                       | Total (Quadra-Trac II/Quadra-Drive II)       | Total (Quadra-Drive II)                      | Total (Quadra-Drive II)                      | Total (MD146 SRT)                                         | Total (Quadra-Drive II)                                         |
| Transmisión                    | Automática, 5 velocidades (Chrysler 5-45RFE) | Automática, 5 velocidades (Chrysler 5-45RFE) | Automática, 5 velocidades (Chrysler 5-45RFE) | Automática, 5 velocidades (Daimler-Benz 5G-Tronic W5A580) | Automática, 5 velocidades (Daimler-Benz 5G-Tronic W5J400)       |
| Peso                           | 2135 kg                                      | 2175 kg                                      | 2175 kg                                      | 2200 kg                                                   | 2135 kg                                                         |
| Aceleración (0-100 km/h)       | 9.5 s                                        | 7.4 s                                        | 7.2 s                                        | 5.0 s                                                     | 9.0 s                                                           |
| Velocidad máxima               | 200 km/h                                     | 208 km/h                                     | 208 km/h                                     | 245 km/h                                                  | 200 km/h                                                        |
| Consumo combinado (L/100 km)   | 14.9                                         | 15.4                                         | 15.0                                         | 16.4                                                      | 10.2                                                            |

## Cuarta generación - WK2 (2011-presente)
La 4.ª generación de grand cherokee dispone de un sistema electrónico de tracción "Select Terrain" equipado con 5 programas (Auto - Sport - Snow - Rock - Sand&Mud) y una reductora diseñada por Jeep denominada Quadra-Drive II. Esta generación fue diseñada por el alemán Klausse Bulge. Fue nombrado" El SUV más galardonado", categoría "Premium". Esta generación equipa un sistema de regulación en altura de suspensiones neumáticas controladas por el sistema "Quadra-Lift" con 5 modos de configuración:
- Modo aparcamiento: 16 centímetros de distancia libre al suelo
- Modo “Aero”: 19 centímetros de altura, automático y orientado a trayectos por carretera óptimos por eficiencia aerodinámica para reducir el consumo de combustible.
- Modo “Altura normal”: indicado para circular por carretera a 20 centímetros del suelo
- Modo “Off Road 2”: que eleva la distancia libre hasta 28 centímetros.
- Modo “Off Road 1”: para tranquilos paseos campo a través con 24 centímetros de altura

El jeep Grand Cherokee SRT8, dispone de un motor HEMI 392 de 6.4 litros - Street and Racing Technolgy - de 477 cv, 700Nm a 6500 rpm, una velocidad máxima de 270km/h y un 0-100 en menos de 5s, con un consumo medio de 15,89/100km.
Actualmente, sus motorizaciones en USA son 3 motores de gasolina, un V6 Pentastar de 3.6l de cilindrada, con 287 cv y 347 Nm de par motor, un V8 5.7 HEMI de 360 cv y 520 Nm de par motor y un segundo HEMI V8 6.4l y 477 cv. La gama diésel se compone de un v6 llamado por Jeep "ECODiesel", de 3 litros de cilindrada y 240 cv de potencia. Todos los impulsores están acompañados por una caja de cambios automática-secuencial de 8 marchas

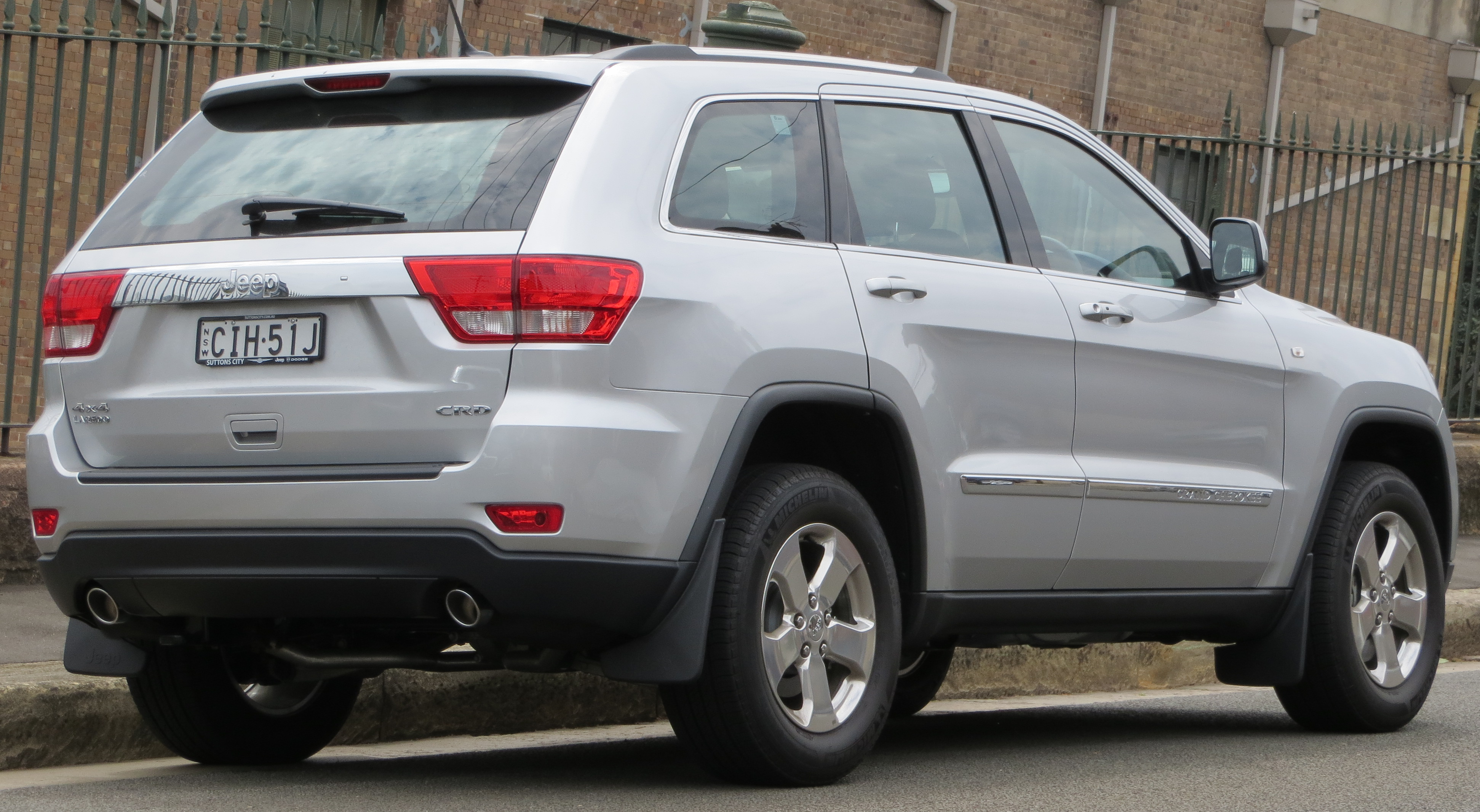
Grand Cherokee WK2
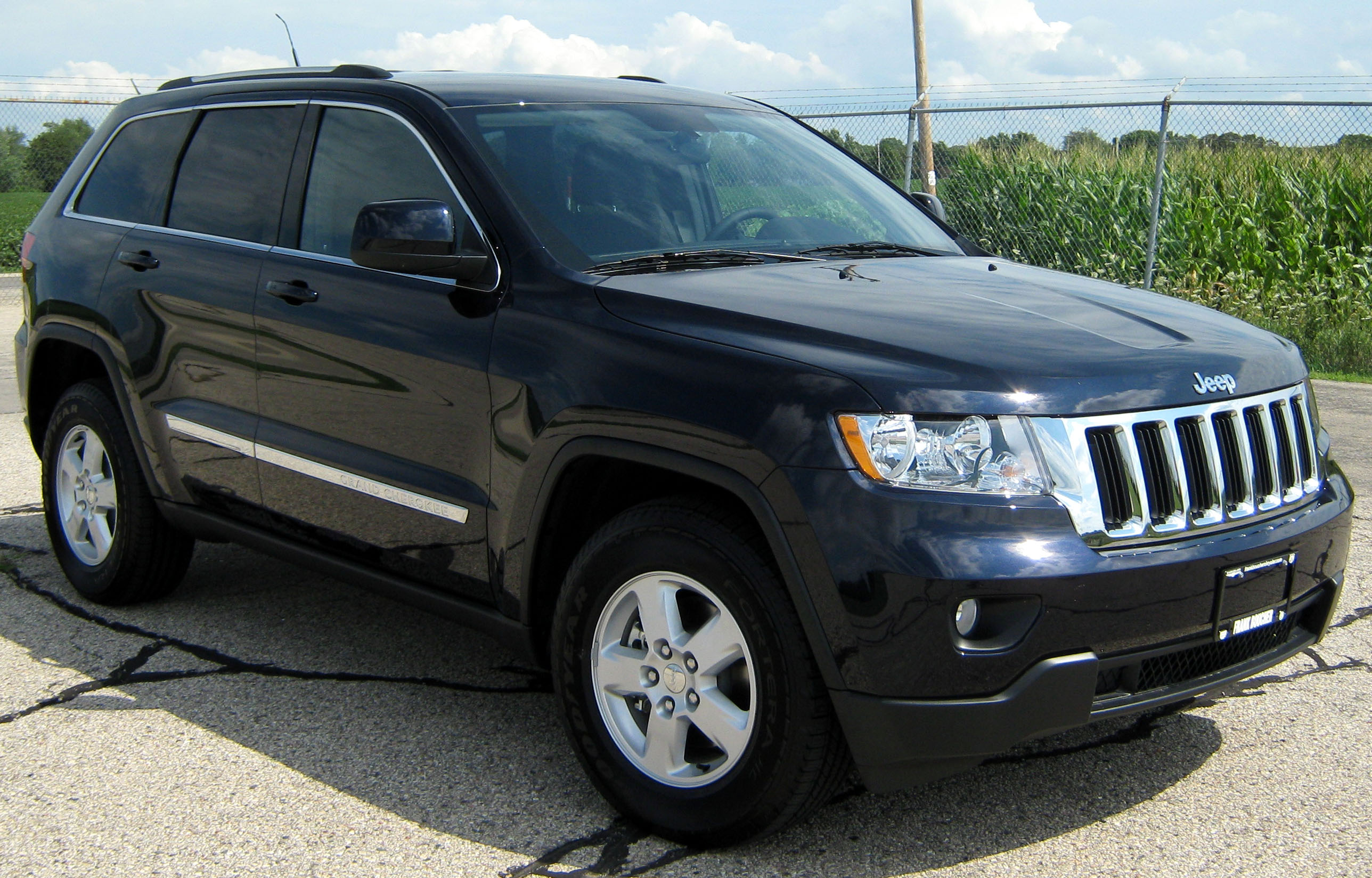
Grand Cherokee WK2

### Facelift 2013
Fue develada el 14 de enero de 2013 en el Motor Show Internacional de Norteamérica, en Detroit, Míchigan. El Jeep Grand Cherokee viene en cuatro motorizaciones, la EcoDiesel V6 que logra un consumo de 48 Kpg con 240 cv, el 3.6L Pentastar V6 que logra un consumo de 38.4 Kpg y desarrolla una potencia máxima de 290 cv, el 5.7L Hemi V8 con un consumo de 33.6 Kpg y 360 cv, y, finalmente, el 6.4L Hemi de 470 cv, las mismas motorizaciones que su predecesor. Los Modelos disponibles son: Laredo, Limited, Overland, y el modelo Overland Summit, que ha sido renombrado a Summit.
En los cambios exteriores respecto a su predecesor tenemos un nuevo frontal con una parrilla revestida del color de la carrocería, nuevos faros frontales más pequeños, y los nuevos faros traseros completan los cambios exteriores. También hay nuevos aros de 17", de 18" y 20". El modelo SRT-8 va a seguir siendo ofrecida, y por primera vez van a ofrecer detalles de la firma como faros oscurecidos adelante y atrás. Por dentro, el modelo Summit recibe el sistema de sonido envolvente de 9 altavoces de la marca Harman/Kardon®, y todos los modelos de la nueva Grand Cherokee recibirán un nuevo volante con cambios de paleta, una caja automática TorqueFlite 8 de 8 velocidades, una pantalla táctil de 8.4" con un sistema de navegación Garmin®, y, de manera opcional, un CD Player y el sistema U Connect Access introducido por primera vez en la totalmente renovada Dodge Ram 1500 de 2013. Una radio touch-screen con U Conect 5.0 también estará disponible con un lector de CD opcionalmente.
El sistema Selecterrain recibe múltiples mejoras en las Grand Cherokees con tracción en las cuatro ruedas. Los aditamentos son también nuevos colores de exterior, nuevos materiales y colores para el interior. El modelo SRT-8 viene equipado con un volante con la insignia SRT, aros de aleación de 20", llantas de alto performance y algunos detalles inspirados del nuevo Dodge Viper SRT-10 del 2013. Este modelo se produce en la planta Jefferson North Assembly Plant en Detroit, Míchigan, donde se ha producido desde 1992 la Grand Cherokee.

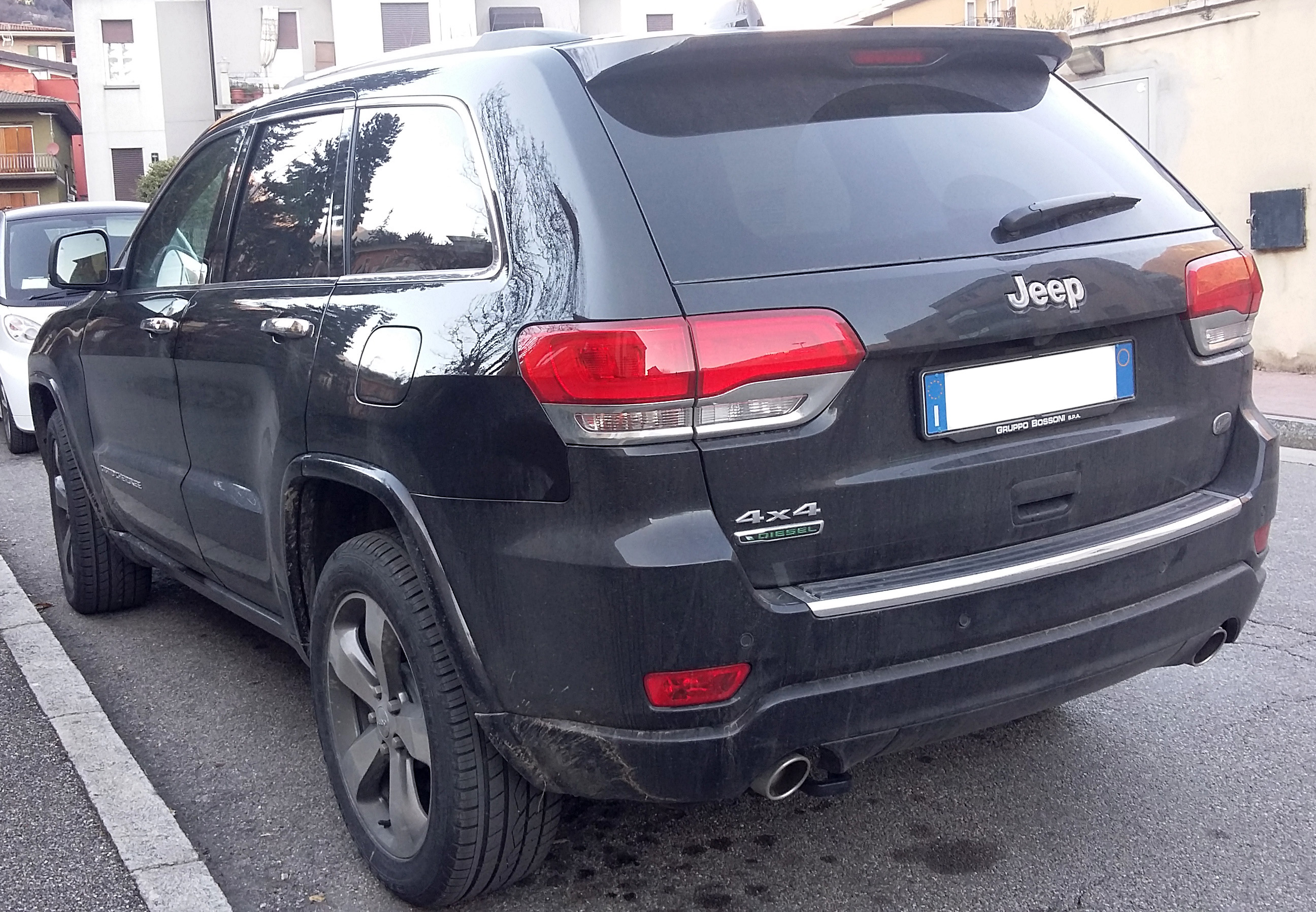
Grand Cherokee (2013 Facelift)
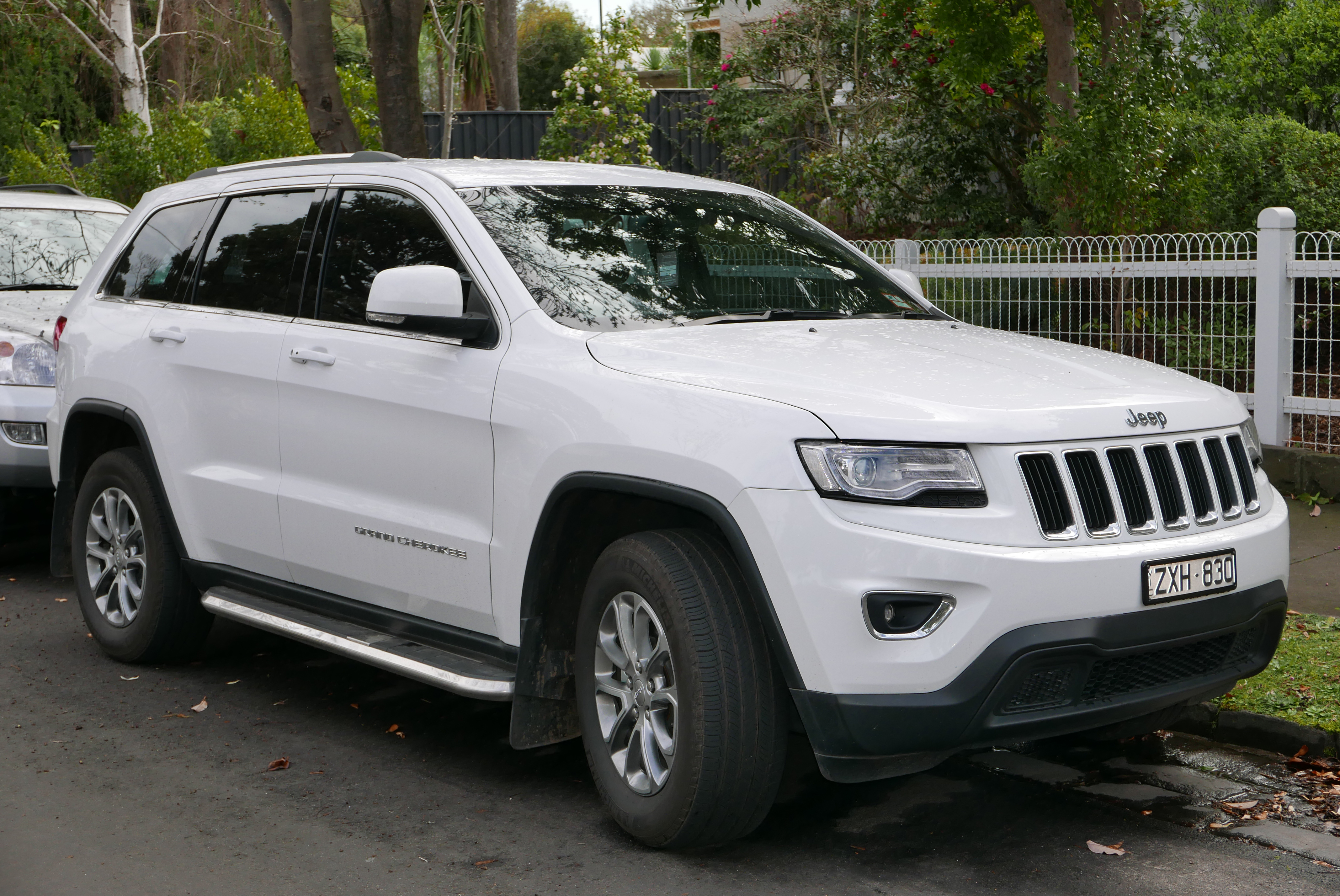
Grand Cherokee (2013 Facelift)
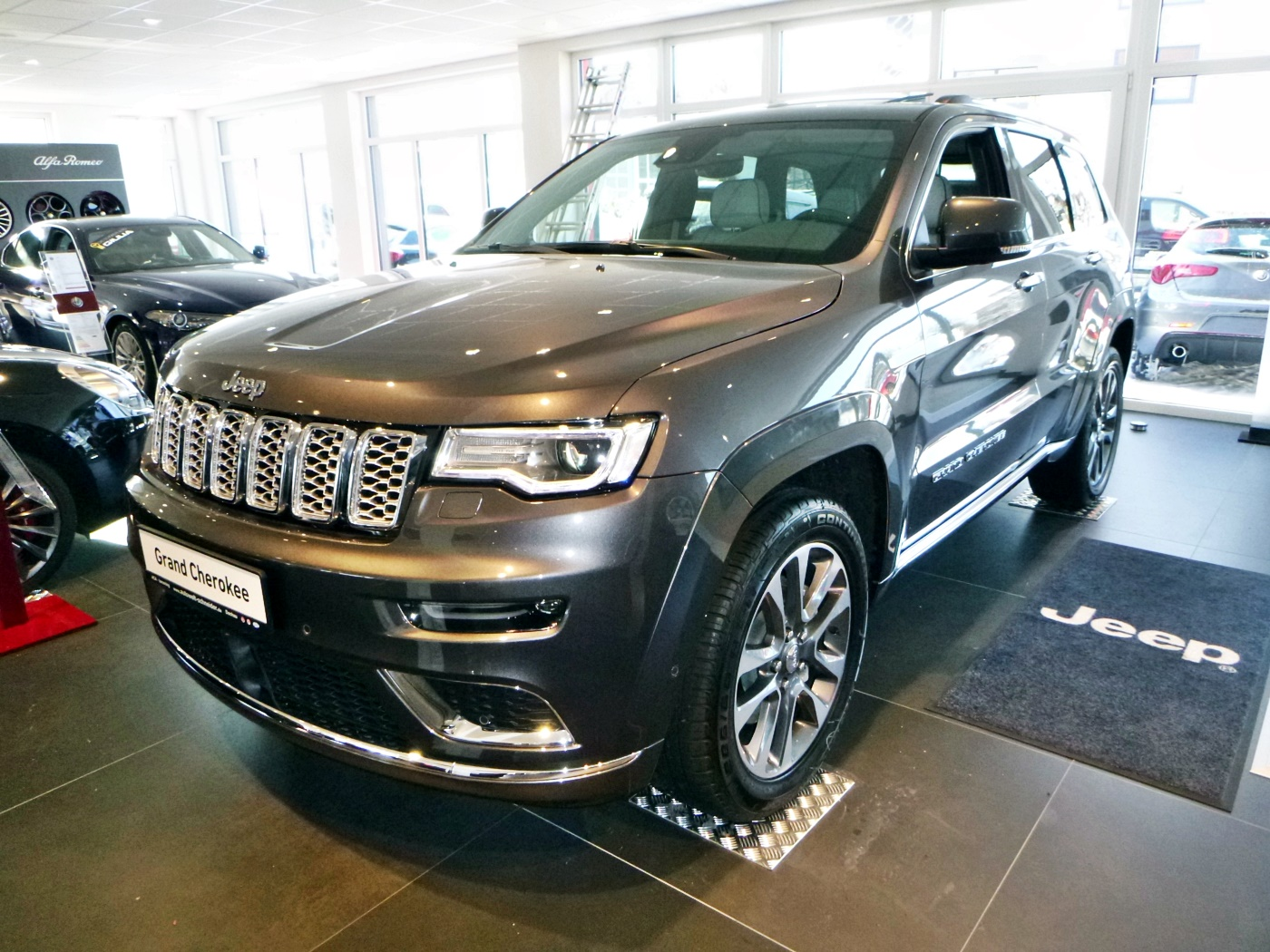
Grand Cherokee (2017 Facelift)
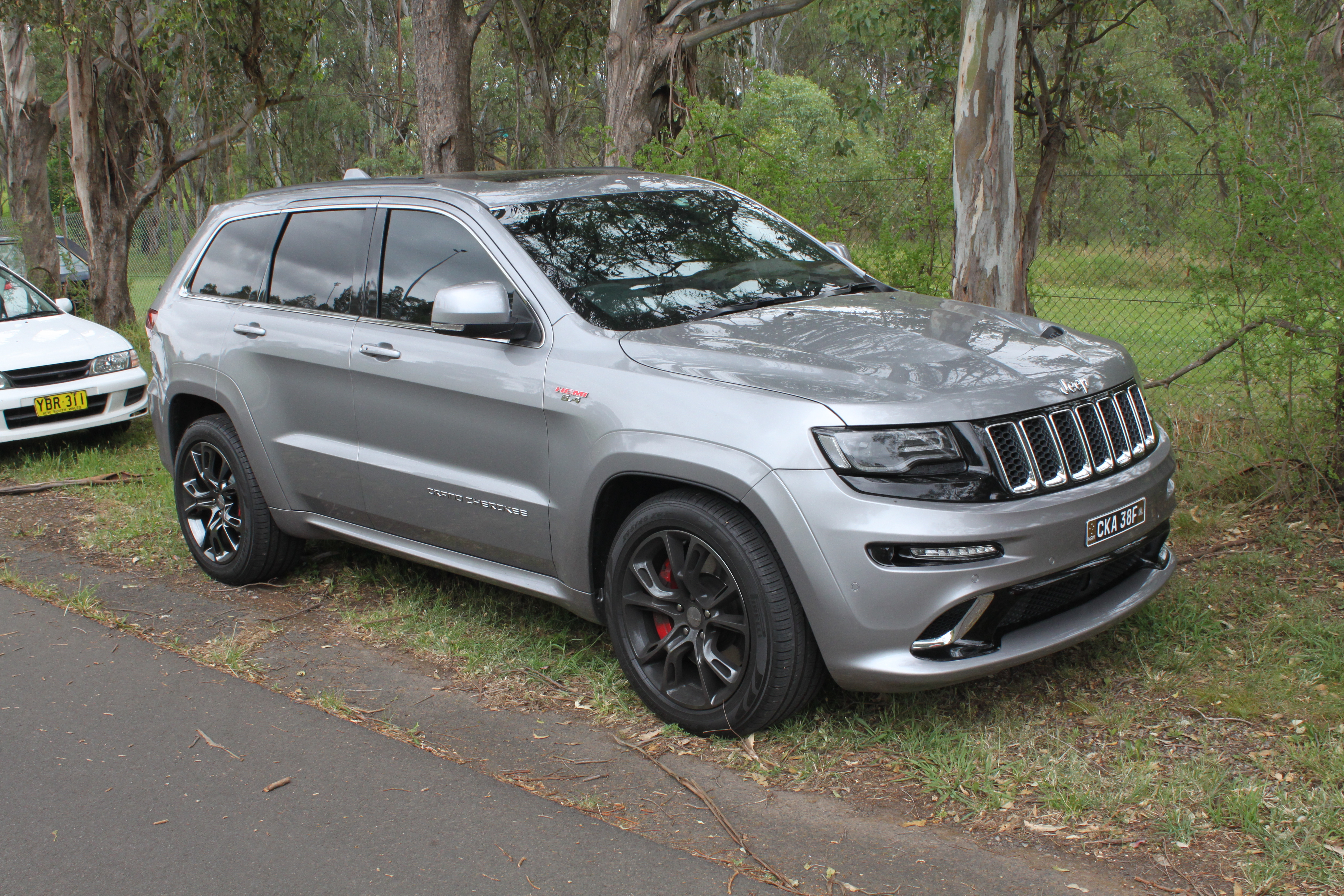
Grand Cherokee SRT8
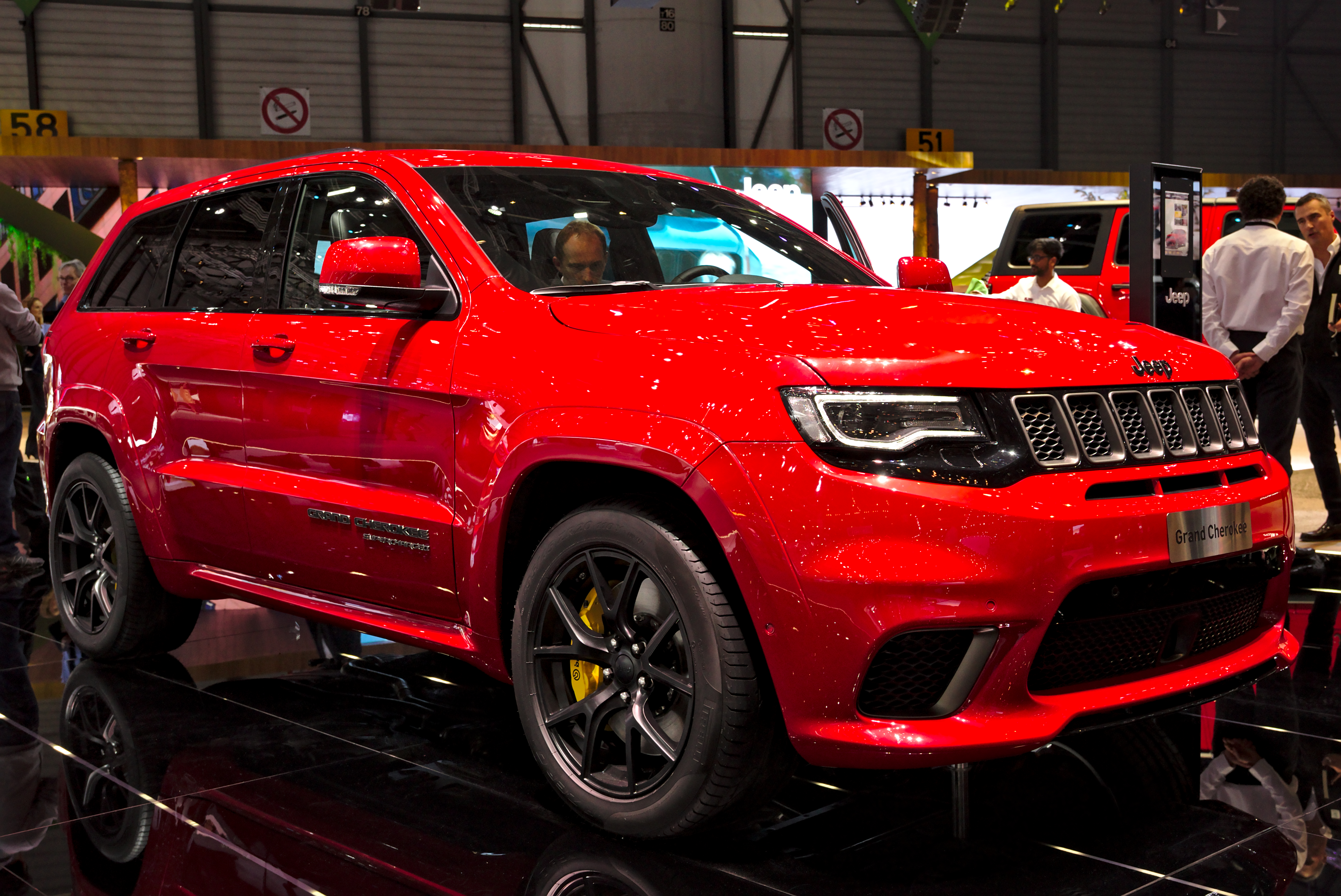
Grand Cherokee Trackhawk
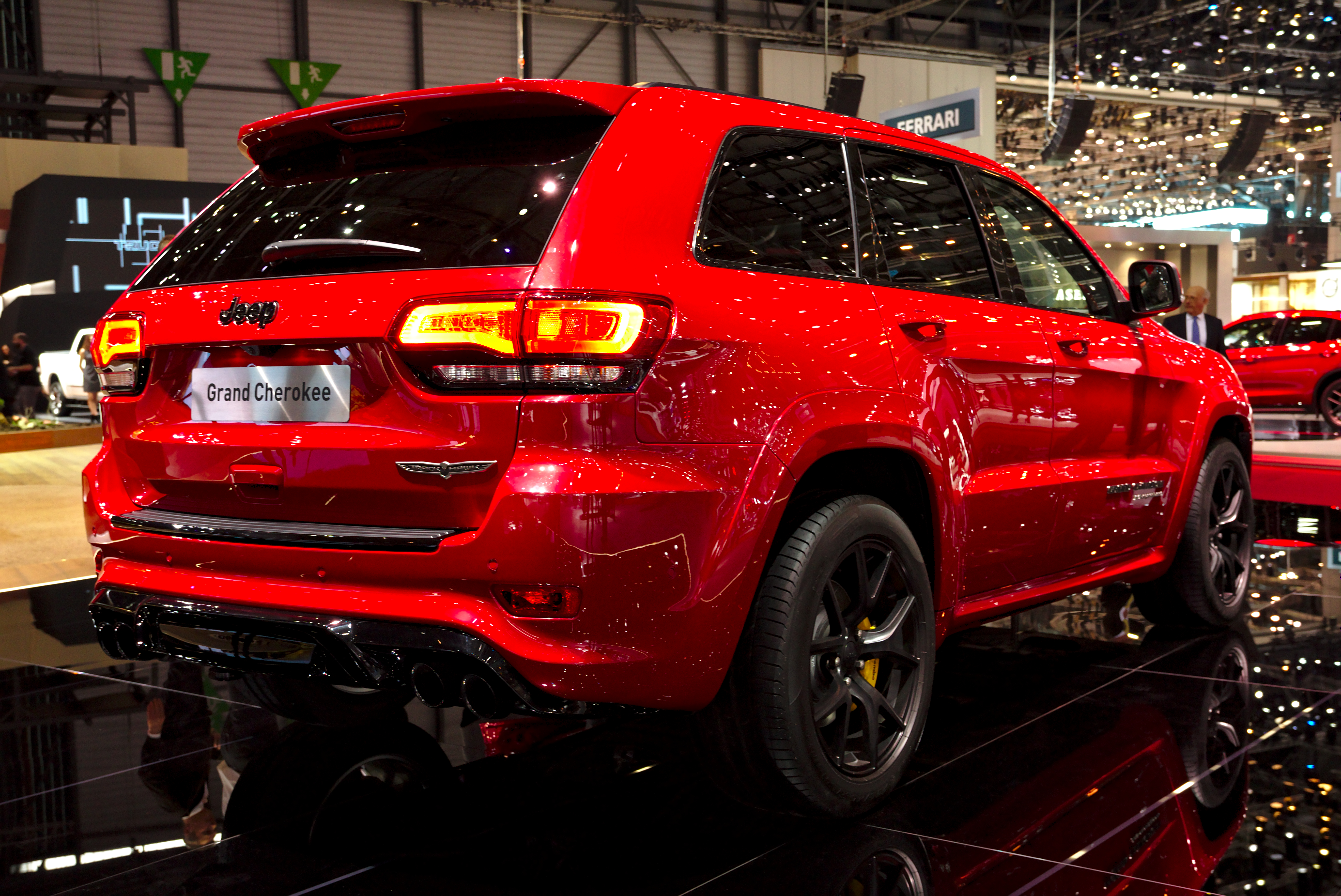
Grand Cherokee Trackhawk

### Llamado a revisión
En abril de 2016, el Departamento de Transporte de los Estados Unidos (NHTSA) ordenó un llamado a revisión del Jeep Grand Cherokee 2014-2015 y otros modelos de vehículos que usan una palanca de cambios electrónica que a veces no se mantiene en posición de parqueo. Usuarios reportaron que al poner el vehículo en parqueo aun estando encendido, este de deslizaba. En junio de 2016 la NHTSA había registrado 121 accidentes y 30 personas heridas. El modelo a revisión fue el mismo en el que murió el actor Anton Yelchin, cuando su Grand Cherokee 2015 lo aplastó contra un muro en la entrada de su casa. Para modelos de finales 2016 y 2017 Jeep reemplazó el diseño de la palanca de cambios por una convencional.

### Motorizaciones
|                                | Motores de gasolina                                       | Motores de gasolina                            | Motores de gasolina                         | Motores de gasolina                      | Motores de gasolina                                       | Motores de gasolina                  | Motores de gasolina                  | Motores diésel                                                  | Motores diésel                                                  | Motores diésel                                                  | Motores diésel                                                  | Motores diésel                                                  | Motores diésel                                                  |
|                                | 3.6                                                       | 3.6                                            | 5.7                                         | 5.7                                      | 6.4 (SRT8)                                                | 6.4 (SRT8)                           | 6.2 (Trackhawk)                      | 3.0 CRD                                                         | 3.0 CRD                                                         | 3.0 CRD                                                         | 3.0 CRD                                                         | 3.0 Multijet                                                    | 3.0 Multijet                                                    |
| ------------------------------ | --------------------------------------------------------- | ---------------------------------------------- | ------------------------------------------- | ---------------------------------------- | --------------------------------------------------------- | ------------------------------------ | ------------------------------------ | --------------------------------------------------------------- | --------------------------------------------------------------- | --------------------------------------------------------------- | --------------------------------------------------------------- | --------------------------------------------------------------- | --------------------------------------------------------------- |
| Periodo                        | 2010-2013                                                 | 2013-2019                                      | 2010-2013                                   | 2013-2019                                | 2010-2013                                                 | 2013-2019                            | 2018-presente                        | 2010-2013                                                       | 2013-2017                                                       | 2010-2013                                                       | 2013-2017                                                       | 2017-presente                                                   | 2017-presente                                                   |
| Identificación del motor       | Chrysler Pentastar                                        | Chrysler Pentastar                             | Chrysler HEMI                               | Chrysler HEMI                            | Chrysler HEMI                                             | Chrysler HEMI                        | Chrysler HEMI                        | VM Motori A 630 DOHC                                            | VM Motori A 630 DOHC                                            | VM Motori A 630 DOHC                                            | VM Motori A 630 DOHC                                            | VM Motori A 630 DOHC                                            | VM Motori A 630 DOHC                                            |
| Tipo de motor                  | V6 24v DOHC                                               | V6 24v DOHC                                    | V8 16v OHV                                  | V8 16v OHV                               | V8 16v OHV                                                | V8 16v OHV                           | V8 16v OHV, compresor, intercooler   | V6 24v DOHC, inyección directa, common-rail, turbo, intercooler | V6 24v DOHC, inyección directa, common-rail, turbo, intercooler | V6 24v DOHC, inyección directa, common-rail, turbo, intercooler | V6 24v DOHC, inyección directa, common-rail, turbo, intercooler | V6 24v DOHC, inyección directa, common-rail, turbo, intercooler | V6 24v DOHC, inyección directa, common-rail, turbo, intercooler |
| Diámetro x carrera             | 96.0 mm × 83.0 mm                                         | 96.0 mm × 83.0 mm                              | 99.5 mm × 90.9 mm                           | 99.5 mm × 90.9 mm                        | 103.9 mm × 94.5 mm                                        | 103.9 mm × 94.5 mm                   | 103.9 mm × 90.9 mm                   | 83.0 mm × 92.0 mm                                               | 83.0 mm × 92.0 mm                                               | 83.0 mm × 92.0 mm                                               | 83.0 mm × 92.0 mm                                               | 83.0 mm × 92.0 mm                                               | 83.0 mm × 92.0 mm                                               |
| Cilindrada                     | 3604 cm³                                                  | 3604 cm³                                       | 5654 cm³                                    | 5654 cm³                                 | 6417 cm³                                                  | 6417 cm³                             | 6166 cm³                             | 2987 cm³                                                        | 2987 cm³                                                        | 2987 cm³                                                        | 2987 cm³                                                        | 2987 cm³                                                        | 2987 cm³                                                        |
| Relación de compresión         | 10.2: 1                                                   | 10.2: 1                                        | 10.5: 1                                     | 10.5: 1                                  | 10.9: 1                                                   | 10.9: 1                              | 9.5: 1                               | 15.5: 1                                                         | 15.5: 1                                                         | 15.5: 1                                                         | 15.5: 1                                                         | 15.5: 1                                                         | 15.5: 1                                                         |
| Potencia máxima: CV (kW) @ rpm | 285 CV (210 kW) @ 6350                                    | 285 CV (210 kW) @ 6350                         | 352 CV (259 kW) @ 5200                      | 352 CV (259 kW) @ 5200                   | 475 CV (344 kW) @ 6250                                    | 475 CV (344 kW) @ 6250               | 717 CV (522 kW) @ 6000               | 190 CV (140 kW) @ 4000                                          | 190 CV (140 kW) @ 4000                                          | 241 CV (177 kW) @ 4000                                          | 250 CV (184 kW) @ 4000                                          | 190 CV (140 kW) @ 4000                                          | 250 CV (184 kW) @ 3600                                          |
| Par máximo: Nm @ rpm           | 347 Nm @ 4300                                             | 347 Nm @ 4300                                  | 520 Nm @ 4200                               | 520 Nm @ 4200                            | 624 Nm @ 4100                                             | 624 Nm @ 4100                        | 868 Nm @ 4000                        | 440 Nm @ 1600-2800                                              | 440 Nm @ 1600-2800                                              | 550 Nm @ 1800-2800                                              | 570 Nm @ 2000                                                   | 440 Nm @ 1600-2800                                              | 570 Nm @ 2000                                                   |
| Tracción                       | Total (Quadra-Trac II)                                    | Total (Quadra-Trac II / Quadra-Drive II)       | Total (Quadra-Trac II / Quadra-Drive II)    | Total (Quadra-Trac II / Quadra-Drive II) | Total (MP 3010)                                           | Total (MP 3010)                      | Total (MP 3015C)                     | Total (Quadra-Trac II)                                          | Total (Quadra-Trac II / Quadra-Drive II)                        | Total (Quadra-Trac II)                                          | Total (Quadra-Trac II / Quadra-Drive II)                        | Total (Quadra-Drive II)                                         | Total (Quadra-Drive II)                                         |
| Transmisión                    | Automática, 5 velocidades (Daimler-Benz 5G-Tronic W5A580) | Automática, 8 velocidades (ZF 845RE, ZF 850RE) | Automática, 5 velocidades (Crysler 5-45RFE) | Automática, 8 velocidades (ZF 8HP70)     | Automática, 5 velocidades (Daimler-Benz 5G-Tronic W5A580) | Automática, 8 velocidades (ZF 8HP70) | Automática, 8 velocidades (ZF 8HP95) | Automática, 5 velocidades (Daimler-Benz 5G-Tronic W5A580)       | Automática, 8 velocidades (ZF 8HP70)                            | Automática, 5 velocidades (Daimler-Benz 5G-Tronic W5A580)       | Automática, 8 velocidades (ZF 8HP70)                            | Automática, 8 velocidades (ZF 8HP70)                            | Automática, 8 velocidades (ZF 8HP70)                            |
| Peso                           | 2341 kg                                                   | 2266 kg                                        | 2457 kg                                     | 2382 kg                                  | 2435 kg                                                   | 2417 kg                              | 2531 kg                              | 2422 kg                                                         | 2403 kg                                                         | 2422 kg                                                         | 2403 kg                                                         | 2403 kg                                                         | 2403 kg                                                         |
| Aceleración (0-100 km/h)       | 9.1 s                                                     | 8.3 s                                          | 8.7 s                                       | 7.3 s                                    | 5.0 s                                                     | 5.0 s                                | 3.7 s                                | 10.2 s                                                          | 10.2 s                                                          | 8.2 s                                                           | 8.2 s                                                           | 10.2 s                                                          | 8.2 s                                                           |
| Velocidad máxima               | 206 km/h                                                  | 206 km/h                                       | 225 km/h                                    | 225 km/h                                 | 257 km/h                                                  | 257 km/h                             | 290 km/h                             | 190 km/h                                                        | 190 km/h                                                        | 202 km/h                                                        | 202 km/h                                                        | 190 km/h                                                        | 202 km/h                                                        |
| Consumo combinado (L/100 km)   | 11.4                                                      | 10.4                                           | 14.1                                        | 13.0                                     | 14.1                                                      | 13.5                                 | 16.8                                 | 8.3                                                             | 7.5                                                             | 8.3                                                             | 7.5                                                             | 7.0                                                             | 7.0                                                             |